# Élections municipales de 2026 à Marseille
Pour des articles plus généraux, voir Élections municipales françaises de 2026 et Élections municipales de 2026 dans les Bouches-du-Rhône.
Les élections municipales de 2026 à Marseille auront lieu en mars 2026. Elles visent au renouvellement des conseils de secteurs, du conseil municipal et du conseil métropolitain de la métropole d'Aix-Marseille-Provence.

## Modalités du scrutin

### Dates
Ces élections se tiendront en mars 2026, les dates précises seront annoncées par décret au moins 3 mois avant le scrutin.

### Mode de scrutin
La ville de Marseille fait office d'exception vis-à-vis du droit commun: en application de la loi PLM, les marseillais élisent, en plus de leur conseil municipal, des conseils de secteurs, ces derniers étant alors présidés par des maires de secteurs.

#### Élection des conseillers municipaux
À compter de cette élection, les conseillers municipaux ne sont plus élus par secteur, mais sur une liste unique comme dans les autres communes de France. L'élection des conseillers municipaux et métropolitains se déroule selon un scrutin de liste à deux tours avec prime majoritaire : les candidats se présentent en listes complètes avec la possibilité de deux candidats supplémentaires. Lors du vote, on ne peut faire ni adjonction, ni suppression, ni modification de l'ordre de présentation des listes. Chaque bulletin de vote comporte deux listes : une liste de candidats aux seules élections municipales et une liste de ceux également candidats au conseil métropolitain.
Le nombre de sièges à pourvoir au conseil municipal de Marseille est fixé directement par la loi, il comprend 111 sièges, soit 10 de plus que lors des élections précédentes. L'élection se termine au premier tour en cas de majorité absolue. Le cas échéant, un second tour a lieu. Les listes qui ont obtenu au moins 10 % des suffrages exprimés au premier tour peuvent se présenter au second. Les candidats des listes qui ont obtenu plus de 5 % des suffrages exprimés au premier tour peuvent rejoindre une autre liste. 
Par dérogation au droit commun, la liste ayant obtenu le plus de voix se voit attribuer le quart des sièges, et non la moitié, arrondi à l'entier supérieur si nécessaire. Ainsi, la liste majoritaire obtiens automatiquement 28 sièges. Les 83 sièges restants sont attribués à la représentation proportionnelle à la plus forte moyenne aux listes ayant obtenu au moins 5 % des suffrages exprimés au second tour (ou au premier tour en cas de tour unique).

#### Élection des conseillers d'arrondissement
Lors de l'élection, les secteurs sont assimilés à des communes de plus de 1 000 habitants. Les conseillers de secteur sont élus au suffrage universel direct pour une durée de mandat de six ans selon un scrutin de liste avec prime majoritaire à hauteur de la moitié des sièges à pourvoir.
Le nombre de conseillers dans chaque arrondissement est fixé directement par loi, et a été modifié à compter de ce scrutin.
| Conseillers de secteur | Secteurs |
| ---------------------- | -------- |
| 53                     | 7e       |
| 47                     | 5e       |
| 43                     | 6e       |
| 42                     | 4e       |
| 33                     | 3e et 8e |
| 27                     | 2e       |
| 25                     | 1er      |

## Contexte

### Scrutin précédent
Les élections municipales de 2020 ont été marquées par une abstention massive en raison de la pandémie de Covid-19, la participation lors du 1er tour s'étant effondrée de 54 % en 2014 à 33 % en 2020.
Sur la plan local, Jean-Claude Gaudin, maire républicain de la ville depuis 1995 renonce à briguer un cinquième mandat.
La ville est prise par Michèle Rubirola, écologiste dissidente et conseillère départementale, soutenue lors du scrutin par une large coalition de gauche, le Printemps Marseillais, emmenée par les socialistes, les communistes, des écologistes dissidents et des collectifs citoyens (dont Mad Mars).  Ses listes, fusionnées à celles de l'écologiste Sébastien Barles dans les secteurs où cela était possible, obtiennent la mairie de 4 des 8 secteurs, et 42 sièges au conseil municipal contre 20 en 2014.
Les listes de la majorité sortante Les Républicains - MoDem, soutenant Martine Vassal, échouent à la faire élire, n'obtenant que 3 secteurs, et 39 sièges au conseil municipal, soit 22 de moins que lors du précédent scrutin.
Le Rassemblement national conduit par Stéphane Ravier ne réussit pas à conserver la mairie du 7e secteur en raison du retrait au second tour des listes de gauche par barrage républicain. C'était la seule mairie qu'ils avaient jusqu'alors réussi à obtenir. De ce fait, ils n'obtiennent que 9 sièges au niveau municipal, perdant 11 de leurs 20 sièges initiaux.
La candidate divers gauche Samia Ghali, dans le 8e secteur qu'elle remporte, et les républicains dissidents, soutenants Bruno Gilles dans les 2e et 3e secteurs, complètent le conseil municipal en obtenant respectivement 8 et 3 sièges.
La liste La République en Marche - Agir - UDE d'Yvon Berland échoue à obtenir le moindre siège au conseil municipal dans le 4e secteur, le seul où il avait pu se qualifier au second tour, mais influence le résultat final de ce secteur historique de Jean-Claude Gaudin.

## Sondages
Tout sondage d'opinion est affecté par une marge d'erreur.
Une couleur arbitraire est associée à chaque institut de sondage ; ces couleurs sont une aide visuelle et ne correspondent pas à une tendance politique.

### Premier tour
| Source | Date de réalisation | Échantillon | LFI       | LÉ        | PS-PCF | RE-MoDem-UDI-HOR | LR           | DVD        | RN-UDR  | MDA    |
| Source | Date de réalisation | Échantillon | Delogu    | Barles    | Payan  | Simmarano        | Vassal       | Collart    | Allisio | Ravier |
| ------ | ------------------- | ----------- | --------- | --------- | ------ | ---------------- | ------------ | ---------- | ------- | ------ |
| Source | Date de réalisation | Échantillon |           |           |        |                  |              |            |         |        |
| Ifop   | 16-21 juin 2025     | 654         | 15        | 7         | 27     | 26 Vassal        | 26 Vassal    | 2          | 15      | 8      |
| Ifop   | 16-21 juin 2025     | 654         | 20 Delogu | 20 Delogu | 27     | 28 Vassal        | 28 Vassal    | —          | 15      | 10     |
| Ipsos  | 12-22 mai 2025      | 821         | 13        | 5         | 27     | 19 Collart       | 19 Collart   | 19 Collart | 19      | 17     |
| Ipsos  | 12-22 mai 2025      | 821         | 13        | 5         | 25     | 23 Vassal        | 23 Vassal    | —          | 19      | 15     |
| Ipsos  | 12-22 mai 2025      | 821         | 16 Delogu | 16 Delogu | 28     | 20 Collart       | 20 Collart   | 20 Collart | 19      | 17     |
| Ipsos  | 12-22 mai 2025      | 821         | 16 Delogu | 16 Delogu | 26     | 24 Vassal        | 24 Vassal    | —          | 19      | 15     |
| Ifop   | 25-29 novembre 2024 | 601         | 14        | —         | 34     | 21 Simmarano     | 21 Simmarano | —          | 31      | —      |
| Ifop   | 25-29 novembre 2024 | 601         | 12        | 9         | 32     | 18 Simmarano     | 18 Simmarano | 1          | 27      | 1      |

N.B. :
- en gras sur fond blanc les candidats qualifiés au second tour dans le sondage.

### Deuxième tour
| Source | Date de réalisation | Échantillon | LFI    | PS-PCF | LR-RE-MoDem-UDI-HOR | RN-UDR  | MDA    |
| Source | Date de réalisation | Échantillon | Delogu | Payan  | Vassal              | Allisio | Ravier |
| ------ | ------------------- | ----------- | ------ | ------ | ------------------- | ------- | ------ |
| Source | Date de réalisation | Échantillon |        |        |                     |         |        |
| Ifop   | 16-21 juin 2025     | 654         | —      | 41     | 36                  | 23      | —      |
| Ifop   | 16-21 juin 2025     | 654         | 15     | 31     | 29                  | 14      | 11     |

## Résultats
| Secteur                | Maire sortant(e)              | Parti | Parti | Maire élu(e) | Parti | Parti |
| ---------------------- | ----------------------------- | ----- | ----- | ------------ | ----- | ----- |
| Marseille              | Benoît Payan                  |       | DVG   |              |       |       |
|                        |                               |       |       |              |       |       |
| 1er                    | Sophie Camard                 |       | GRS   |              |       |       |
| 2e                     | Anthony Krehmeier             |       | PS    |              |       |       |
| 3e                     | Didier Jau                    |       | LÉ    |              |       |       |
| 4e                     | Olivia Fortin                 |       | DVG   |              |       |       |
| 5e                     | Anne-Marie d’Estienne d’Orves |       | RE    |              |       |       |
| 6e                     | Sylvain Souvestre             |       | LR    |              |       |       |
| 7e                     | Marion Bareille               |       | POP   |              |       |       |
| 8e                     | Nadia Boulainseur             |       | DVG   |              |       |       |
| * Ne se représente pas |                               |       |       |              |       |       |

### Résultats généraux
|                          |               |       |              |              |             |             |        |        |  |
| Tête de liste            | Tête de liste | Liste | Premier tour | Premier tour | Second tour | Second tour | Sièges | Sièges |  |
| Tête de liste            | Tête de liste | Liste | Voix         | %            | Voix        | %           | CM     | CC     |  |
|                          |               |       |              |              |             |             |        |        |  |
|                          |               |       |              |              |             |             |        |        |  |
|                          |               |       |              |              |             |             |        |        |  |
|                          |               |       |              |              |             |             |        |        |  |
|                          |               |       |              |              |             |             |        |        |  |
| Votes valides            |               |       |              |              |             |             |        |        |  |
| Votes blancs             |               |       |              |              |             |             |        |        |  |
| Votes nuls               |               |       |              |              |             |             |        |        |  |
| Total                    | Total         | Total |              | 100          |             | 100         | 111    | 102    |  |
| Abstention               |               |       |              |              |             |             |        |        |  |
| Inscrits / participation |               |       |              |              |             |             |        |        |  |

### Résultats par secteur

#### 1ersecteur
|                          |               |       |              |              |             |             |        |  |  |
| Tête de liste            | Tête de liste | Liste | Premier tour | Premier tour | Second tour | Second tour | Sièges |  |  |
| Tête de liste            | Tête de liste | Liste | Voix         | %            | Voix        | %           | Sièges |  |  |
|                          |               |       |              |              |             |             |        |  |  |
|                          |               |       |              |              |             |             |        |  |  |
|                          |               |       |              |              |             |             |        |  |  |
|                          |               |       |              |              |             |             |        |  |  |
|                          |               |       |              |              |             |             |        |  |  |
| Votes valides            |               |       |              |              |             |             |        |  |  |
| Votes blancs             |               |       |              |              |             |             |        |  |  |
| Votes nuls               |               |       |              |              |             |             |        |  |  |
| Total                    | Total         | Total |              | 100          |             | 100         | 25     |  |  |
| Abstention               |               |       |              |              |             |             |        |  |  |
| Inscrits / participation |               |       |              |              |             |             |        |  |  |

#### 2esecteur
|                          |               |       |              |              |             |             |        |  |  |
| Tête de liste            | Tête de liste | Liste | Premier tour | Premier tour | Second tour | Second tour | Sièges |  |  |
| Tête de liste            | Tête de liste | Liste | Voix         | %            | Voix        | %           | Sièges |  |  |
|                          |               |       |              |              |             |             |        |  |  |
|                          |               |       |              |              |             |             |        |  |  |
|                          |               |       |              |              |             |             |        |  |  |
|                          |               |       |              |              |             |             |        |  |  |
|                          |               |       |              |              |             |             |        |  |  |
| Votes valides            |               |       |              |              |             |             |        |  |  |
| Votes blancs             |               |       |              |              |             |             |        |  |  |
| Votes nuls               |               |       |              |              |             |             |        |  |  |
| Total                    | Total         | Total |              | 100          |             | 100         | 27     |  |  |
| Abstention               |               |       |              |              |             |             |        |  |  |
| Inscrits / participation |               |       |              |              |             |             |        |  |  |

#### 3esecteur
|                          |               |       |              |              |             |             |        |  |  |
| Tête de liste            | Tête de liste | Liste | Premier tour | Premier tour | Second tour | Second tour | Sièges |  |  |
| Tête de liste            | Tête de liste | Liste | Voix         | %            | Voix        | %           | Sièges |  |  |
|                          |               |       |              |              |             |             |        |  |  |
|                          |               |       |              |              |             |             |        |  |  |
|                          |               |       |              |              |             |             |        |  |  |
|                          |               |       |              |              |             |             |        |  |  |
|                          |               |       |              |              |             |             |        |  |  |
| Votes valides            |               |       |              |              |             |             |        |  |  |
| Votes blancs             |               |       |              |              |             |             |        |  |  |
| Votes nuls               |               |       |              |              |             |             |        |  |  |
| Total                    | Total         | Total |              | 100          |             | 100         | 33     |  |  |
| Abstention               |               |       |              |              |             |             |        |  |  |
| Inscrits / participation |               |       |              |              |             |             |        |  |  |

#### 4esecteur
|                          |               |       |              |              |             |             |        |  |  |
| Tête de liste            | Tête de liste | Liste | Premier tour | Premier tour | Second tour | Second tour | Sièges |  |  |
| Tête de liste            | Tête de liste | Liste | Voix         | %            | Voix        | %           | Sièges |  |  |
|                          |               |       |              |              |             |             |        |  |  |
|                          |               |       |              |              |             |             |        |  |  |
|                          |               |       |              |              |             |             |        |  |  |
|                          |               |       |              |              |             |             |        |  |  |
|                          |               |       |              |              |             |             |        |  |  |
| Votes valides            |               |       |              |              |             |             |        |  |  |
| Votes blancs             |               |       |              |              |             |             |        |  |  |
| Votes nuls               |               |       |              |              |             |             |        |  |  |
| Total                    | Total         | Total |              | 100          |             | 100         | 42     |  |  |
| Abstention               |               |       |              |              |             |             |        |  |  |
| Inscrits / participation |               |       |              |              |             |             |        |  |  |

#### 5esecteur
|                          |               |       |              |              |             |             |        |  |  |
| Tête de liste            | Tête de liste | Liste | Premier tour | Premier tour | Second tour | Second tour | Sièges |  |  |
| Tête de liste            | Tête de liste | Liste | Voix         | %            | Voix        | %           | Sièges |  |  |
|                          |               |       |              |              |             |             |        |  |  |
|                          |               |       |              |              |             |             |        |  |  |
|                          |               |       |              |              |             |             |        |  |  |
|                          |               |       |              |              |             |             |        |  |  |
|                          |               |       |              |              |             |             |        |  |  |
| Votes valides            |               |       |              |              |             |             |        |  |  |
| Votes blancs             |               |       |              |              |             |             |        |  |  |
| Votes nuls               |               |       |              |              |             |             |        |  |  |
| Total                    | Total         | Total |              | 100          |             | 100         | 47     |  |  |
| Abstention               |               |       |              |              |             |             |        |  |  |
| Inscrits / participation |               |       |              |              |             |             |        |  |  |

#### 6esecteur
|                          |               |       |              |              |             |             |        |  |  |
| Tête de liste            | Tête de liste | Liste | Premier tour | Premier tour | Second tour | Second tour | Sièges |  |  |
| Tête de liste            | Tête de liste | Liste | Voix         | %            | Voix        | %           | Sièges |  |  |
|                          |               |       |              |              |             |             |        |  |  |
|                          |               |       |              |              |             |             |        |  |  |
|                          |               |       |              |              |             |             |        |  |  |
|                          |               |       |              |              |             |             |        |  |  |
|                          |               |       |              |              |             |             |        |  |  |
| Votes valides            |               |       |              |              |             |             |        |  |  |
| Votes blancs             |               |       |              |              |             |             |        |  |  |
| Votes nuls               |               |       |              |              |             |             |        |  |  |
| Total                    | Total         | Total |              | 100          |             | 100         | 43     |  |  |
| Abstention               |               |       |              |              |             |             |        |  |  |
| Inscrits / participation |               |       |              |              |             |             |        |  |  |

#### 7esecteur
|                          |               |       |              |              |             |             |        |  |  |
| Tête de liste            | Tête de liste | Liste | Premier tour | Premier tour | Second tour | Second tour | Sièges |  |  |
| Tête de liste            | Tête de liste | Liste | Voix         | %            | Voix        | %           | Sièges |  |  |
|                          |               |       |              |              |             |             |        |  |  |
|                          |               |       |              |              |             |             |        |  |  |
|                          |               |       |              |              |             |             |        |  |  |
|                          |               |       |              |              |             |             |        |  |  |
|                          |               |       |              |              |             |             |        |  |  |
| Votes valides            |               |       |              |              |             |             |        |  |  |
| Votes blancs             |               |       |              |              |             |             |        |  |  |
| Votes nuls               |               |       |              |              |             |             |        |  |  |
| Total                    | Total         | Total |              | 100          |             | 100         | 53     |  |  |
| Abstention               |               |       |              |              |             |             |        |  |  |
| Inscrits / participation |               |       |              |              |             |             |        |  |  |

#### 8esecteur
|                          |               |       |              |              |             |             |        |  |  |
| Tête de liste            | Tête de liste | Liste | Premier tour | Premier tour | Second tour | Second tour | Sièges |  |  |
| Tête de liste            | Tête de liste | Liste | Voix         | %            | Voix        | %           | Sièges |  |  |
|                          |               |       |              |              |             |             |        |  |  |
|                          |               |       |              |              |             |             |        |  |  |
|                          |               |       |              |              |             |             |        |  |  |
|                          |               |       |              |              |             |             |        |  |  |
|                          |               |       |              |              |             |             |        |  |  |
| Votes valides            |               |       |              |              |             |             |        |  |  |
| Votes blancs             |               |       |              |              |             |             |        |  |  |
| Votes nuls               |               |       |              |              |             |             |        |  |  |
| Total                    | Total         | Total |              | 100          |             | 100         | 33     |  |  |
| Abstention               |               |       |              |              |             |             |        |  |  |
| Inscrits / participation |               |       |              |              |             |             |        |  |  |